# Père Samuel
Pour les articles homonymes, voir Özdemir et Samuel (homonymie).
Charles-Clément Boniface, né Samuel Özdemir en 1942 à Bağlarbaşı (Adıyaman, Turquie) et plus connu sous le nom de Père Samuel, est un prélat syriaque orthodoxe d'origine araméenne, naturalisé belge dans les années 1970. Chorévêque de l'Eglise syriaque orthodoxe, il est principalement connu pour son excentricité, son hostilité vis-à-vis de l'islam et ses différends avec l'évêché de Tournai.
En 2020, il retourne à son église d’origine, l'Église syriaque orthodoxe.

## Biographie

### Origine
Le 29 juin 1967, il est ordonné prêtre de l'Église catholique syriaque en l'église du séminaire patriarcal de Charfet, par Mgr Grégoire Ephrem Jarjour, auxiliaire du patriarche Ignace Gabriel Ier Tappouni.
Il aurait alors exercé son ministère dans une dizaine de villes, dont Istanbul, avant de subir les exactions des autorités de son pays, hostiles à la minorité chrétienne. Il se réfugie alors au Liban.
En 1975, alors qu'éclate la guerre du Liban, il rejoint la Belgique, où il prend le nom de Charles-Clément Boniface. Il révèle en effet détester le nom d'Özdemir qui a été imposé à sa famille par les Turcs.

### Ministères en Belgique
Recommandé par le patriarche Ignace Antoine II Hayek, il intègre le diocèse de Tournai et devient aumônier de l'hôpital de Jolimont à La Louvière, puis vicaire à Gosselies.
Selon son site officiel, il est également consacré chorévêque le 23 octobre 1988 par Mgr Jarjour.
Mais, traditionaliste, il entre rapidement en conflit avec l'évêché tournaisien, dont Paul Belien explique qu'il serait connu pour sa sécularisation et ses prises de position progressistes. Il est alors relevé de ses fonctions dès 1990. Mais ses pratiques atypiques, mêlant voyance, exorcismes et séances de guérison, continuent de faire polémique. En 2010, Mgr Guy Harpigny le menace même d'excommunication et appelle les fidèles de rite latin à s'en détourner. Enfin, en 2011, l'évêque le frappe d'une suspense. Le 7 mars, le père Samuel fait cependant appel, conformément au droit canonique.

### Achat d'une église et d'un couvent
En 1990, après que Mgr Jean Huard, évêque de Tournai, lui a retiré son ministère, le Père Samuel continue de célébrer la messe en latin dans un hangar de Gosselies.
En 2001, il achète toutefois aux franciscains récollets l'église Saint-Antoine-de-Padoue de Montignies-sur-Sambre, ainsi que leur couvent, au sein duquel il fonde une communauté de religieuses, et leur bibliothèque.
L'inauguration de l'église, qui a lieu le 9 décembre 2001, se fait devant un parterre de journalistes et de personnalités politiques belges, dont Jean-Claude Van Cauwenberghe, Ministre-président de la Région wallonne, Jacques Van Gompel, bourgmestre de Charleroi, ou encore Richard Fournaux, député-bourgmestre de Dinant,.
Si les journalistes de La Libre Belgique s'interrogent sur l'obtention des seize millions et demi de francs belges (410 000 euros) nécessaires à l'achat, le prêtre assure qu'il s'agit surtout de dons anonymes versés à son association . Le parquet de Charleroi relève en 2014 durant une enquête qu'il a d'abord acheté l'église sur fonds propres, avant d'ensuite demander à ses fidèles des dons en vue d'acheter le bâtiment, et considère qu'il s'agit d'une escroquerie. En 2017, l'instruction n'est pas terminée.

## Polémiques

### Opinion sur l'islam
En 2002, lors d'une interview télévisée, le père Samuel déclare : « Chaque enfant musulman né en Europe est une bombe à retardement pour les enfants occidentaux. Ces derniers seront persécutés lorsqu'ils seront minoritaires ». Il met régulièrement en garde contre « l'invasion islamique de l'Occident » et affirme avoir été témoin en Turquie de ce que l'avenir réserve à l'Europe. Il ajoute que « les soi-disant musulmans modérés n'existent pas ».
Le Centre d'égalité des chances lui reproche alors d'avoir tenu des propos incitant à la haine raciale et d'avoir diffusé des écrits allant dans le même sens, par le biais de son ouvrage Les versets angéliques. Pour le parquet, les faits d'incitation à la haine raciale sont bien établis et le droit à la liberté d'expression ne peut être retenu. Toutefois, en 2010, il est acquitté par le tribunal correctionnel de Charleroi qui considère qu'une partie des faits est prescrite et que l'autre partie n'est pas concernée par la loi Moureaux.

### Un mouvement sectaire?
En 1997, la commission parlementaire belge sur les sectes établit une liste de 189 mouvements, parmi lesquels figure le Père Samuel, . Lors d'une émission télévisée, d'anciens membres l'accusent de vouloir briser les familles, d'avoir pratiqué des attouchements sexuels sur des femmes adultes ou encore de recevoir des dons en espèces,.
Il est également accusé de développer un culte de la personnalité, notamment lorsqu'il se met en scène, mimant la Passion du Christ, accroché à une croix. Aimant rappeler que ses parents parlaient l'araméen, la langue du Christ, il fait également publier en 2002 sa biographie, teintée d'hagiographie : il serait par exemple né dans une étable, comme l'Enfant Jésus, et aurait été témoin d'une apparition de l'ange Raphaël à l'âge de 6 ans.
Fin 2014, le père Samuel doit encore se défendre de diverses accusations devant la chambre du conseil de Charleroi, l'instruction étant encore en cours début 2015.

### Liens avec la politique
Le Père Samuel est candidat à deux reprises en Belgique sur des listes intitulées S.A.M.U.E.L : d'abord lors des communales à Charleroi le 9 octobre 1994 (1 788 voix, 1,64 %, aucun élu), puis lors des législatives le 21 mai 1995 (31 392 voix, 0,52 %, aucun élu).
Certains membres du Parti socialiste sont critiqués pour leurs liens et leur complaisance envers le père Samuel. Parmi eux figure notamment Jean-Claude Van Cauwenberghe, qui salue en décembre 2001 « l'extraordinaire disponibilité du père Samuel pour écouter les détresses de chacun et tenter de les soulager à sa façon ». Le quotidien Le Soir accuse alors : « À défaut de montrer que le guérisseur de Gosselies est un pourvoyeur de fonds du PS local, on sait qu'il en est un des fidèles serveurs de voix, lui qui, depuis 1994, appelle ses ouailles à voter socialiste. », . Selon La Libre Belgique, il s'attire la sympathie d'élus de la région en faisant des dons importants à diverses associations caritatives, et plus particulièrement aux Restos du Cœur. Parallèlement, il est accusé d'entretenir des liens avec l'extrême-droite. Le 15 janvier 2012, il célèbre en effet une messe de suffrage pour Charles Pire, président du Front national belge, mort cinq jours plus tôt. Pour se défendre, le prêtre déclare : « je sais qu’il est au FN, mais c’est un homme charmant. Son appartenance politique ne m’intéresse pas. Mais, il était d’une grande simplicité ».